# Список островів Індії

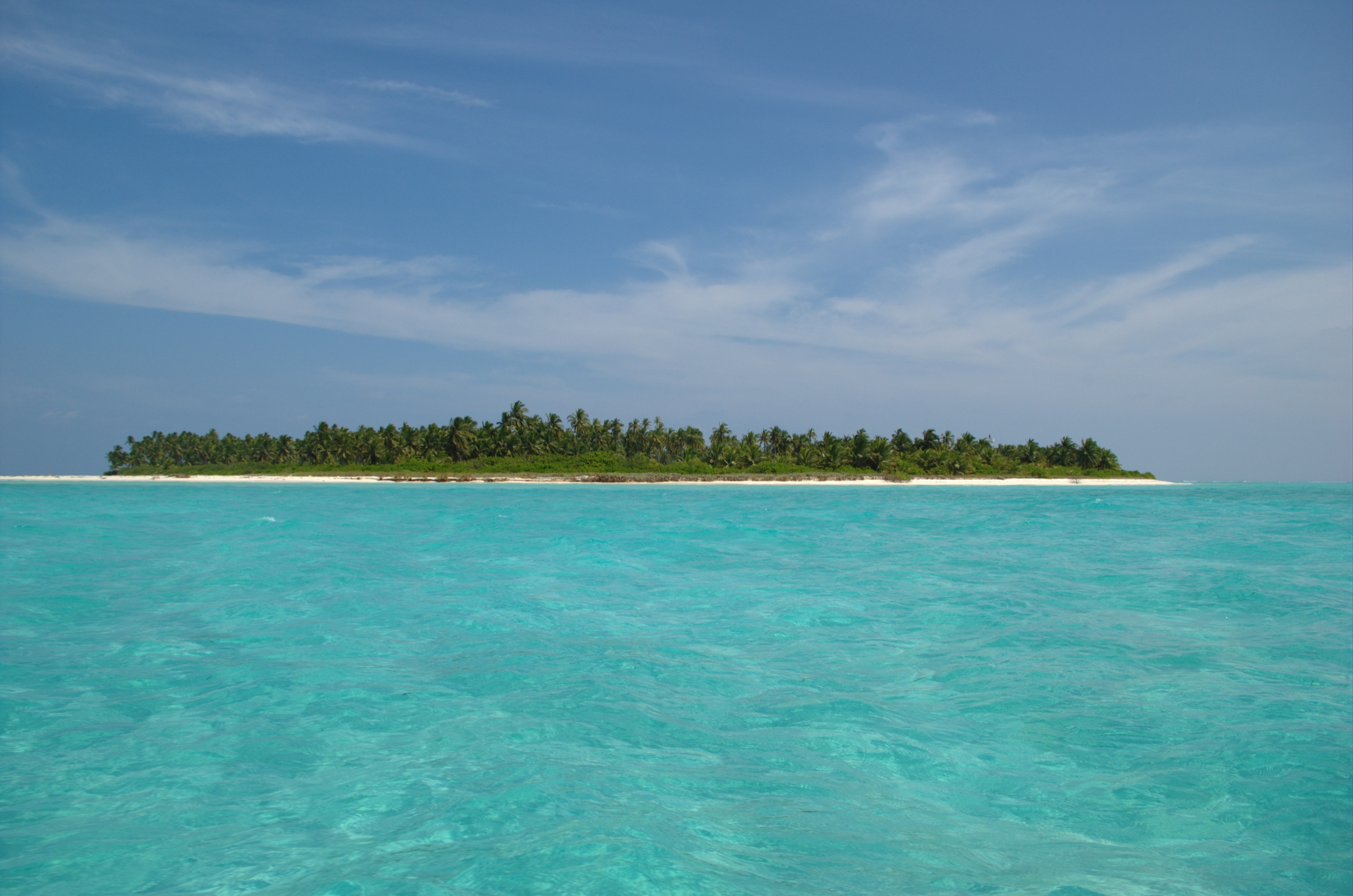
Один з островів у Лакшадвіпі

Це неповний список островів Республіки Індія. В країні є 1382 острови (включаючи незаселені).

## Андаманські та Нікобарські острови
Андаманські і Нікобарські острови - накопичення з 572 островів Бенгалії і Андаманського моря.

### Андаманські острови
- Great Andaman Islands
  - North Andaman Island
    - Cleugh Passage Group
      - Landfall Island
      - East Island
      - West Island

    - Aerial Bay Islands
      - Smith Island
      - Pocock Island
      - Tatle Island

    - Stewart Sound Group
      - Sound Island
      - Swamp Island
      - Stewart Island
      - Curlew Island
      - Aves Island
      - Karlo Island

    - Interview Group
      - Interview Island
      - Anderson Island
      - Murga Island
      - South Reef Island
      - Bennett Island

    - Middle Andaman Island
    - Baratang Island
    - East Baratang Group
      - Long Island
      - Strait Island
      - North Passage Island
      - Colebrooke Island
      - Porlob Island

    - West Baratang Group
      - Bluff Island
      - Spike Island
      - Talakaicha Island
      - Boning Island
      - Belle Island

    - South Andaman Island
    - Napier Bay Islands
      - James Island
      - Kyd Island
      - Port Meadows Isle

    - Defence Islands
      - Defence Island
      - Clyde Island

    - Port Blair Islands
      - Garacharma Island
      - Chatham Island
      - Netaji Subhas Chandra Bose Island
      - Viper Island
      - Snake Island

    - Rutland Archipelago
      - Rutland Island
      - Passage Island
      - Cinque Islands
        - North Cinque Island
        - South Cinque Island

      - Labyrinth Islands
        - Tarmugli Island
        - Twin Islands

      - The Sisters
        - East Sister Island
        - West Sister Island

  - Little Andaman Group
    - Little Andaman Island 
    - The Brothers
      - North Brother Island
      - South Brother Island

  - Ritchie's Archipelago
    - Button Islands
      - North Button Island
      - Middle Button Island
      - South Button Island

    - Outram Island
    - Henry Lawrence Island
    - John Lawrence Island
    - Sir William Peel Island
    - Wilson Island
    - Nicholson Island
    - Swaraj Dweep
    - Shaheed Dweep
    - Rose Island

  - East Volcano Islands
    - Barren Island
    - Narcondam Island

  - Sentinel Islands
    - North Sentinel Island
    - South Sentinel Island

### Нікобарські острови
Північна група :
- Автомобіль Нікобар
- Баттімальв

Центральна група :
- Чоура, Чаура або Саненьо
- Тереза або Луру
- Бомпука або Поахат
- Качал
- Каморта
- Брелок
- Нанкаурі або Нанкаурі
- Тіллангчонг
- Лаук або «острів Мен»

Південна група (Самбелонг):
- Великий Нікобар ( 922 км2 or 356 миля2  , найбільший острів Нікобарів)
- Маленький Нікобар
- Острів Кондул
- Пуло Міло або Пілломіло (острів Майло)
- Мерое

(Існує багато інших незначних островів і  рифів,  Трак, Трейс, Менхал, Кабра, Піджен і Мегапод)

## Андхра-Прадеш
- Острів Бхавані
- Дивізеема
- Конасеема
- Надія
- Іруккам
- Шріхарікота
- Венаду

## Ассам
- Острів Дібру Сайхова
- Острів Маджулі
- Острів Умананда

## Біхар
- Острів Рагопур Діяра

## Дадра і Нагар Хавелі, Даман і Діу
- Острів Діу

## Гоа
- У Бардезькому районі:
  - Кальвім
  - Corjuem
  - Раніче Зум
- У межах підрайону Канакона :
  - Острів Анджедіва
  - Острів Канкона
- У межах району Тісваді :
  - Chorão
  - Кумбаржуа
  - Дівар
  - Сент-Естевам
  - Ванксім
- У межах району Мормугао :
  - Ілья де Гранде
  - Ілья-де-Пекеньйо
  - Сан-Жасінто
  - Олья-де-Сан-Хорхе

## Гуджарат
- Ставка Дварка
- Острів Гангто Бет
- Острови затоки Катч
- Острови східної дельти Інду
- Острів Катч
- Острів Нанда Бет
- Острів Пірам
- Острів Піротан
- Острів Шиялбет

## Джамму і Кашмір
- Чар Чинар (Ропа Ланк)
- Зайнул Ланк

## Карнатака
- Острови Святої Марії
- Острів Басаварадж Дурга
- Острів Курумгад
- Острів Нетрані
- Нісаргадхама
- Павоор Улія
- Шрірангапатна
- Уппінакудру

## Керала
- Чавара Теккумбхагом
- Острів Дхармадам
- Едаїлаккад
- Ежумантуруту
- Острів Гунду
- Острови Кавваі
- Котхад
- Kuruvadweep
- Острів Мулампіллі
- Острів Манро
- Недунгад
- Панангад, Кочі
- Парумала
- патіраманал
- Піжала
- Пучаккал
- Пулінкунноо
- Рамантурут
- Острів Сатар
- Валларпадам
- Вендуруті
- Випін
- Острів Віллінгдон

## Острови Лакшадвіп
Лакшадвіп — це архіпелаг із дванадцяти атолів, трьох рифів і п’яти підводних берегів яких  загалом від тридцяти до дев’яти островів і острівців.

### Острови Амінідіві
- Острів Аміні
- Острів Бітра
- Байрамгор
- Острів Четлат
- Чербаняні
- Острів Кадмат
- Острів Кілтан
- Perumal Par

### Лаккадівські острови
- Острів Агатті
- Острів Бангарам
- Острів Каваратті
- Острів Пітті
- Сухелі Пар
- Острів Калпатті
- Острів Андрот
- Острів Калпені
- Острів Пітті (Калпені)

### Острів Мінікой
- Острів Мінікой
- Острів Вірінгілі

## Махараштра
- Острів Амбу
- Острів м'ясників
- Хрестовий острів
- Острів Елефанта
- Говалкот
- Острів Хог, Мумбаї
- Острів Хандері
- Острів Мад
- Острів Марве
- Мідл-Граунд Айл
- Муруд-Джанджіра
- Oyster Rock
- Острів Панджу
- Острів Салсетт
- Острів Синой Хілл
- Острів Суварнадург
- Острів Андері
- Острів Єшвантгад
- Острів Панхол Юва

### Сім островів Мумбаї
- - Острів Мумбаї
  - Острів Колаба
  - Острів старих
  - Острів Махім
  - Острів Мазагаон
  - Острів Парель
  - Острів Ворлі

## Маніпур
- Острів Кейбул Ламджао
- Плаваючі острови (Пхумді)

## Мегхалая
- Острів річки Нонгхнум

## Одіша
- Острів Абдул Калам (острів Уілер)
- Острів великої рогатої худоби
- Хукітола
- Острів Каліджай
- Каніка Сендс
- Острів Налбана
- Острів Парікуд

## Таміл Наду
- Заячий острів (Muyal Theevu)
- Острів Крусадай
- Наллатанні Тееву
- Острів Памбан
- Острів Пуллівасал
- Острів Шрірангам
- Острів Уппутанні
- Рок Вівекананда
- Острів Квібл
- Острів Каттупаллі
- Острів, Ченнаї
- Ваалай Тееву, Кілакараї Таміл Наду
- Аппа Тееву, Кілакараї, Таміл Наду
- Китовий острів, Ченнаї
- Битва за острів Адьяр, Ченнаї

## Західна Бенгалія
- Острів Бхутні

### Сундарбани
- Острів Бакхалі
- Острів Бхангдуні (Боб).
- Острів Далхаузі
- Острів Горамара
- Острів Госаба
- Острів Халідей
- Острів Генрі
- Джамбудвіп
- Kakdwip
- Острів Лохачара
- Острів Лотіан
- Маричджханпі
- Острів Мусуні
- Острів Намхана
- Острів Наячар
- Острів Нью-Мур
- Острів Патхарпратіма
- Острів Сагар
- Острів Тін Кона

- Прибережна Індія
- Материкова Індія
- Острів Південна Азія
- Риболовля в Індії
- Список островів у Лакшадвіпі
- Список пляжів Індії